# Artabotrys phuongianus
Artabotrys phuongianus este o specie de plante angiosperme din genul Artabotrys, familia Annonaceae, descrisă de Nguyên Tiên Bân. Conform Catalogue of Life specia Artabotrys phuongianus nu are subspecii cunoscute.